# Остапенко, Николай Иванович (Герой Социалистического Труда)
Николай Иванович Остапенко (13 декабря 1924 — 4 января 2007) — генеральный директор Майкопского производственного мебельно-деревообрабатывающего объединения «Дружба». Участник Великой Отечественной войны. Герой Социалистического Труда (1976). Депутат Верховного Совета СССР 7 созыва (1966—1970).

## Биография
Родился 13 декабря 1924 года на хуторе Согласном Краснодарского края.
Призван Ладожским РВК Ладожского района (ныне Усть-Лабинский район) Краснодарского края 25 июля 1942 года. Направлен в Краснодарское миномётно-пулемётное училище. С августа 1942 года по май 1943 года разведчик 69-го отдельного артиллерийского дивизиона (отдельного батальона противотанковых ружей) Закавказского фронта. Ранен 9.11.1942 и тяжело ранен 21 12.1942 в бою за Орджоникидзе. В 1943 году комиссован из армии как инвалид Великой Отечественной войны.
После войны в 1948 году окончил Майкопский лесотехнический техникум, а в 1953 году Ленинградскую лесотехническую академию им. С. М. Кирова.
Кандидат технических наук, член-корреспондент РАЕН (1996).
1952—1960 — инженер, старший инженер, начальник производственного отдела Майкопского лесокомбината.
1960—1966 — главный инженер ПМДО «Дружба».
1966—1992 — ПМДО «Дружба» Генеральный директор руководил предприятием в 7,5 тысячи работников, мебельная продукция которого отправлялась в 32 страны мира.
1966—1970 депутат Верховного Совета СССР 7 созыва
Указом Президиума Верховного Совета СССР от 10 марта 1976 года за выдающиеся успехи в выполнении заданий девятой пятилетки, большой вклад в повышение эффективности производства и качества продукции Николаю Ивановичу Остапенко присвоено звание Героя Социалистического Труда с вручением ордена Ленина и золотой медали «Серп и Молот».
С 1976 по 1991 избирался депутатом Краснодарского краевого Совета депутатов в течение 16 лет,
Шесть созывов был депутатом Адыгейского областного Совета депутатов трудящихся,
Неоднократно избирался депутат Майкопского городского совета депутатов трудящихся.
Заслуженный работник лесной промышленности РСФСР
Заслуженный работник промышленности Республики Адыгея
Почётный гражданин г. Майкопа..
Был делегатом XXV съезда КПСС.

## Награды
- Герой Социалистического Труда (1976);
- Орден Ленина (1976).
- Орден Октябрьской Революции
- Орден Отечественной войны I степени
- Орден Отечественной войны II степени[4][5]
- Орден Трудового Красного Знамени
- Орден Дружбы народов
- Медаль «За отвагу»
- Медаль За боевые заслуги
- Медаль «За оборону Кавказа»
- Медаль «В ознаменование 100-летия со дня рождения Владимира Ильича Ленина» (6 апреля 1970)
- Медаль «За победу над Германией в Великой Отечественной войне 1941—1945 гг.» (9 мая 1945[6])
- Юбилейная медаль «Двадцать лет Победы в Великой Отечественной войне 1941—1945 гг.» (7 мая 1965[7])
- Юбилейная медаль «Тридцать лет Победы в Великой Отечественной войне 1941—1945 гг.»[8]
- Медаль «Сорок лет Победы в Великой Отечественной войне 1941-1945 гг.»[9]
- Юбилейная медаль «50 лет Победы в Великой Отечественной войне 1941—1945 гг.»[10]
- Юбилейная медаль «60 лет Победы в Великой Отечественной войне 1941—1945 гг.»
- Медаль «Ветеран труда»
- Медаль «30 лет Советской Армии и Флота».[11]
- Юбилейная медаль «40 лет Вооружённых Сил СССР»[12]
- Юбилейная медаль «50 лет Вооружённых Сил СССР» (26 декабря 1967[13])
- Юбилейная медаль «60 лет Вооружённых Сил СССР» (28 января 1978[14])
- Юбилейная медаль «70 лет Вооружённых Сил СССР» (28 января 1988[15])

## Память
- На городском кладбище на Аллее Славы установлен надгробный памятник.
- Принято решение установить памятник на площади перед театром «Нальмес» (бывший дом культуры ПМДО «Дружба»[16]
- Его имя золотыми буквами написано на гранитной арке в Краснодаре против здания крайисполкома среди героев войны и труда.

Послание Николая Остапенко

«9 Мая весь мир с благодарностью вспоминает подвиг победителей фашистской Германии, поэтому все мы обязаны жизнью тем, кто спас свою землю. Будем чтить священную память людей из былого времени с их нелегкой и сложной судьбой. Будем твердо уважать наше прошлое и гордиться им! Гитлеризм мы не забудем, не простим!
По книжкам и фильмам мало что можно понять и почувствовать. Только те, кто на себе испытал, что такое Великая Отечественная, знают цену Победы и цену жизни. Мы живем в тяжелое время… Но приходит 9 Мая — светлый праздник Великой Победы, и вспоминаешь о нелегкой доле уцелевших солдат, о том, как мало для них сделала Россия. Сердце щемит… Многие боевые товарищи погибли на фронте, в бою, умерли от ран в госпиталях. Многие умерли после войны — от болезней, по возрасту, да и просто от тяжелой жизни. Они уже не услышат ни благодарности, ни просьб о прощении. Давайте помянем их в День Победы. Нашему поколению есть чем гордиться — мы сохранили огромную и красивую страну…
Ваш Остапенко, 7.05.2005 г.»
— 